# Jezernica, Koroška
Jezernica na Miljskem jezeru (nemško Seeboden am Millstätter See), je trška občina s 6.330 prebivalci (stanje 2017) ob Milštatskem jezeru (nem. Millstätter See) v okraju Špital ob Dravi na avstrijskem Koroškem, kjer so v srednjem veku še živeli tudi Koroški Slovenci, ki so se germanizirali (asimilirali) z nemško  večino, ob dodatni nemški kolonizaciji redko poseljenega ozemlja. Na nekdanjo slovensko poseljenost spominjajo le  še številna topografska imena in nekateri priimki. 
Občina Jezernica se je razvila v klimatsko zdravilišče. Kraj je poznan tudi po taborišču iz let po 1945 za begunce, ki so se iz Jugoslavije zatekli pred partizani in komunistično revolucijo. Večina taboriščnikov je nato odšla v Argentino. 
Slovensko ime Jezernica je dobilo po kanalu, ki ga je dal izkopati Domicijan Koroški, da bi našel truplo svojega sina, ki se ni zmenil za opozorila in tam nato utonil. Našli so ga na mestu, kjer danes stoji cerkev v Miljah.

## Geografija

### Geografska lokacija
Območje občine se razteza ob zahodnem bregu Milštatskega jezera od  Wolfsberga na jugu do Černoka na severu. Jezernica je v neposredni bližini centra okraja Špital ob Dravi. Občinsko središče mestece Jezernica (Seeboden), je naselje brez zgodovinskega središča, ki je nastalo kot posledica turizma z zraščanjem krajev Grič (Gritschach), Kraut, Reich in Wirlsdorf.

### Obseg občine
Občino Jezernica je sestavljena iz štirih katastrskih občin:
- Jezerek (Lieseregg)
- Lieserhofen
- Jezernica na Miljskem jezeru (Seeboden)
- Trebeliče (Treffling)

ter naslednjih 22 vasi in planšarij (v oklepaju število prebivalcev na 1. januarja 2015):
| - Na Černoku (Am Tschiernock) (0) - Karlsdorf (142) - Kolm (68) - Kötzing (113) - Kras (195) - Liedweg (62) - Lieserbrücke (806) - Jezerek (Lieseregg)(1) | - Lieserhofen (481) - Litzldorf (24) - Lurnbichl (220) - Muskanitzen (37) - Breza (Pirk) (112) - Raufen (8) - St. Wolfgang (23) - Schloßau (78) | - Jezernica (Seebach) (61) - Jezernica na Miljskem jezeru (Seeboden am Millstätter See) (3035) - Tangern (197) - Trasischk (39) - Trebeliče (Treffling) (483) - Unterhaus (145) |